# Rödblåa Fans
Rödblåa Fans (RBF) är Västerviks IK officiella supporterklubb. Föreningen bildades 2010 när den gamla supporterklubben VIKings lades ner.
Rödblåa Fans sjunger ramsor, fixar tifon och bussresor samt säljer VIK-prylar i sin egen shop.

## Historia

### Etablering
Efter att den gamla supporterklubben VIKings lagt ner sin verksamhet var det endast ett fåtal supportrar som med hemsydda flaggor gjorde sitt yttersta för att stötta favoritlaget Västerviks IK på hemmamatcherna. Grabbarna kallade sedan till möte i klubbens hemmaarena, Plvit Arena, den 19 augusti 2010. På mötet var det däremot endast 8-9 personer som medverkade. Man valde ändå att bilda föreningen och efter sex år hade man närmare 40 medlemmar.

## Årets lirare
Rödblåa Fans delar efter varje säsong ut priset "Årets Lirare" till den spelare de tycker har varit bäst i VIK:s trupp under säsongen.

### Historik – Årets lirare
- 2010/11 – Joakim Strandberg (Målvakt)
- 2011/12 – Ragnar Karlsson (Forward)
- 2012/13 – Joakim Englund (Back)
- 2013/14 – Patrik Karlkvist (Forward)
- 2014/15 – Ludvig Engsund (Målvakt)
- 2015/16 – Joakim Tehlin (forward)[4]
- 2016/17 – Pierre Gustavsson (Forward)[5]
- 2017/18 – Emil Georgsson (Center)
- 2018/19 – Emil Kruse (Målvakt)[6]
- 2019/20 – Jacob Bjerselius (Forward)[7]
- 2020/21 – Michael Kapla (Back)[8]
- 2021/22 – Skyler McKenzie (Forward)